# Gurlitt-Insel
Die Gurlitt-Insel ist eine 120 Meter lange Insel nahe dem Ostufer der Hamburger Außenalster, von dem sie durch einen an seiner schmalsten Stelle drei Meter breiten Wasserarm getrennt ist. Die Insel ist 120 mal 60 Meter groß, hinzu kommen Steganlagen mit einer Länge von weiteren 120 Metern. Die Gurlitt-Insel ist über eine Stahlbrücke für Fußgänger erreichbar. Vor dem Zweiten Weltkrieg stand hier eine Hängebrücke, deren Stahlseile von steinernen Drachenköpfen gehalten wurden. Diese befinden sich heute im Hammer Park und dienen dort als Wasserspeier.
Auf der Insel befinden sich der Ruder-Club Allemannia von 1866, der Hamburger Segel-Club sowie die Segelschule Käpt’n Prüsse umgeben von üppigem Weidenbewuchs. Im Sommer ist die Insel ein beliebter Treff für Einheimische und Touristen. In den 1940er-Jahren war die Gurlitt-Insel bei der damaligen Swing-Jugend ein Geheimtipp.
Den Namen hat der Ort nach der naheliegenden Gurlittstraße. Diese wiederum ist nach dem Philologen Johann Gottfried Gurlitt (1754–1827) benannt.

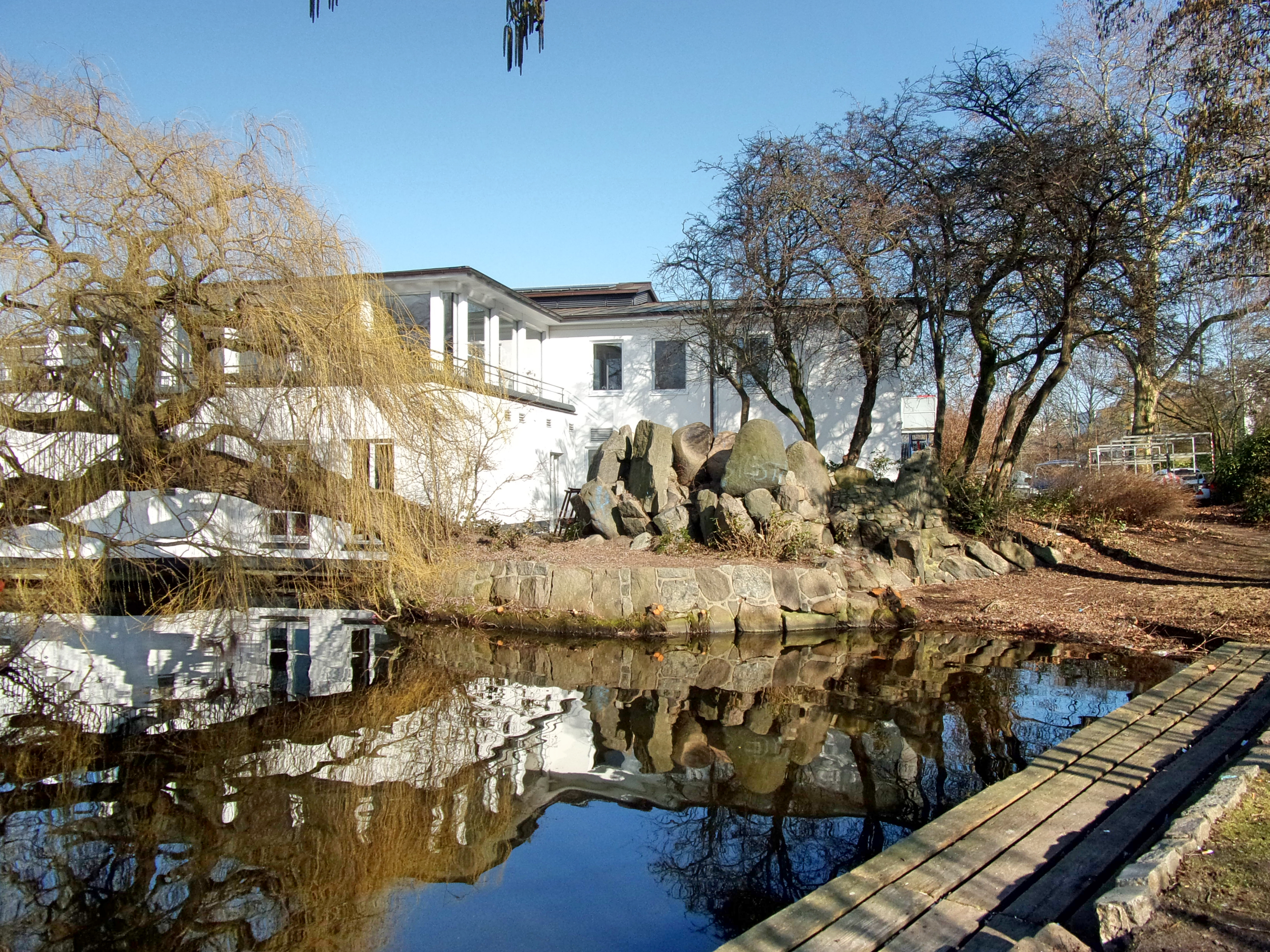
Die Gurlitt-Insel mit dem Clubheim des Ruderclubs Allemannia von 1866
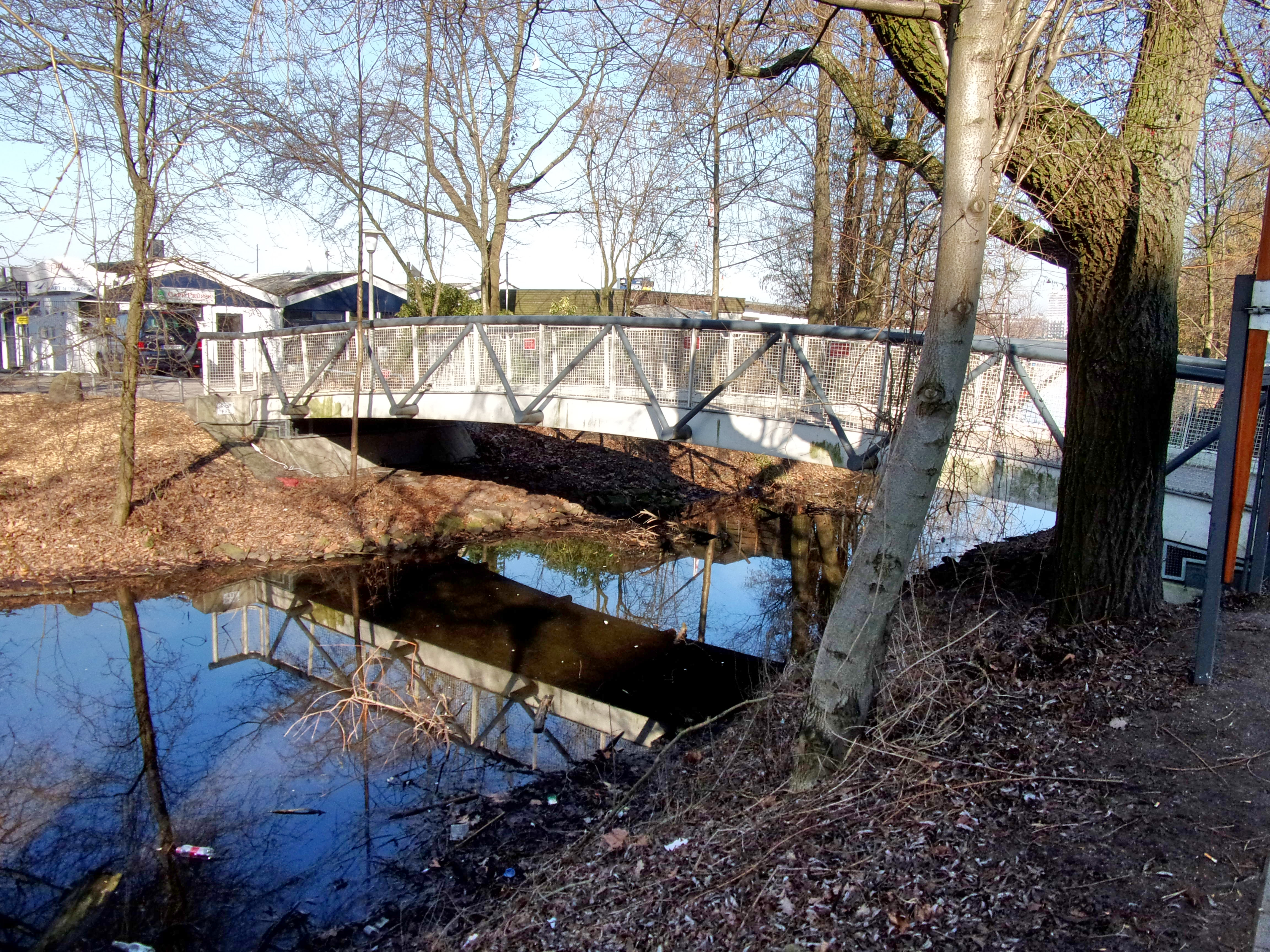
Brücke zur Gurlitt-Insel
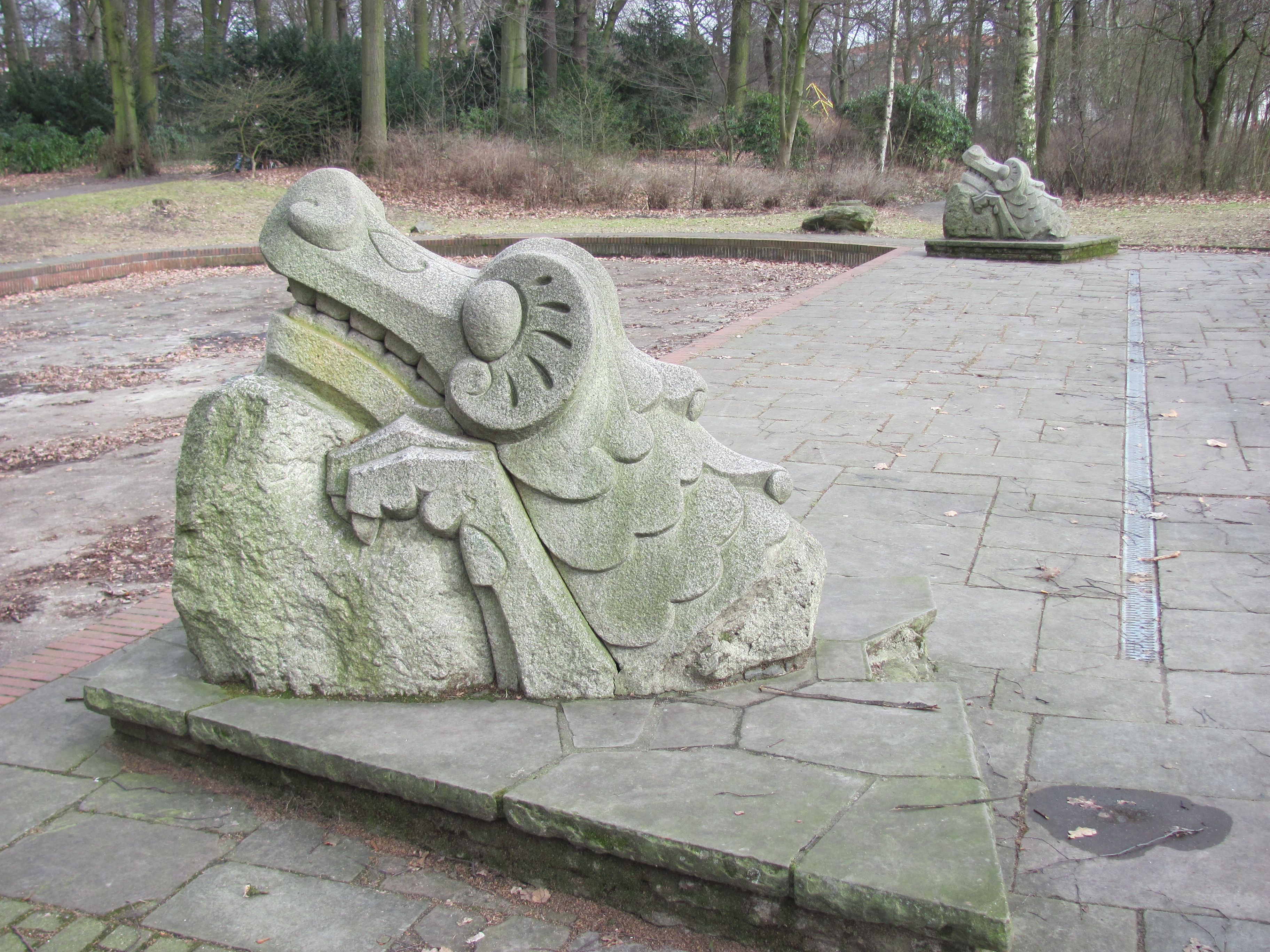
Drachenköpfe der alten Brücke, heute im Hammer Park
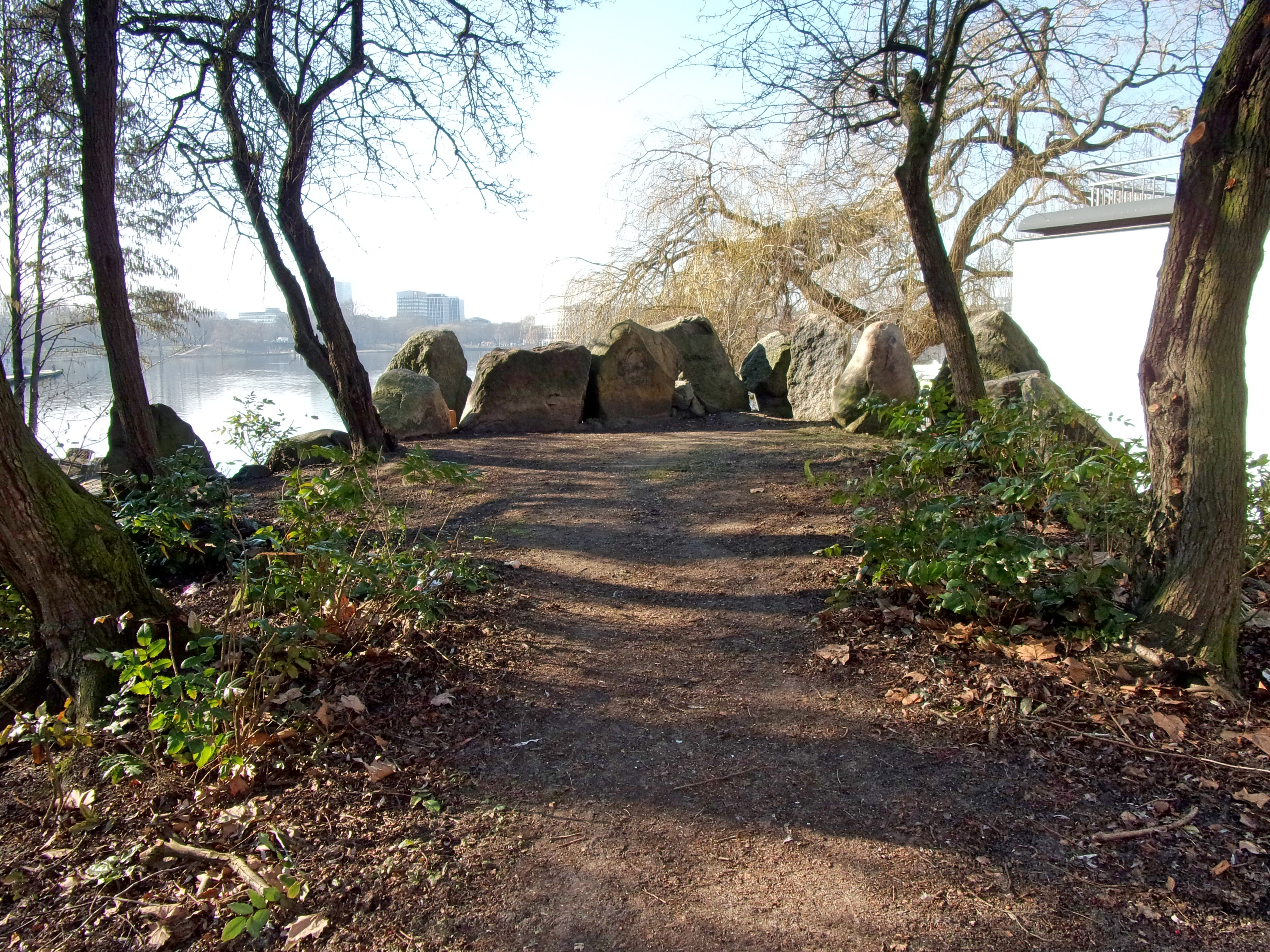
Felsen auf der Gurlitt-Insel